# خیابان هفتم (منهتن)

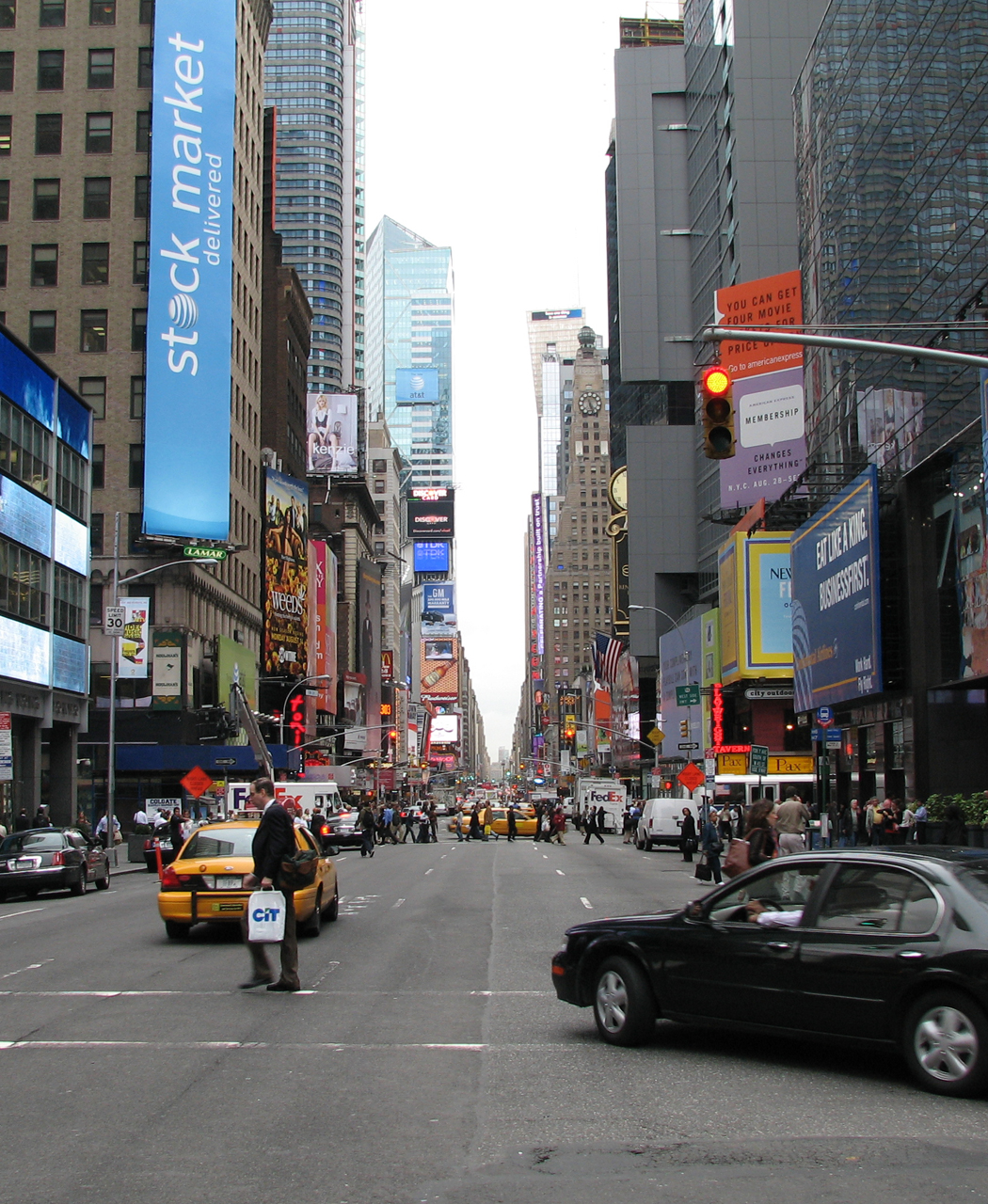
خیابان هفتم.

خیابان هفتم معروف به (Adam Clayton Powell Jr. Boulevard) در شمال پارک مرکزی نیویورک (Central Park) در غرب منهتن در شهر نیویورک واقع شده است.
از سال ۱۹۷۰ قسمتی از میدان که بین خیابان ۳۴ و ۳۹ قرار گرفته است، « Fashion Avenue » نامیده شده است.

## مکان‌های دیدنی
میدان تایمز